# Dashti Hawlere
Dashti Hawlere (kurdiska  قه‌زای ده‌شتی هه‌ولێر, arabiska قضاء سهل أربيل), tidigare Benselawa, är ett distrikt i Irakiska Kurdistan i provinsen Arbil, söder om staden Arbil. 